# Daisy Al-Amir
Daisy al-Amir eller Daizy Amir, född 1935 i Alexandria i Egypten, död 22 november 2018 i Houston i USA, var en irakisk författare, främst känd för sina noveller. 
Hon bodde utomlands i många år, bland annat en lång period i Beirut som en del av Iraks diplomatkår där, och i USA.
al-Amirs noveller är mycket ekonomiskt skrivna, och behandlar bland annat kvinnliga erfarenheter under inbördeskriget i Libanon och under Saddam Husseins styre i Irak. En novellsamling av al-Amir, The Waiting List (1994), finns översatt till engelska.